# Calico Skies
Calico Skies (englisch für „Himmel aus Kaliko“) ist ein Lied des britischen Musikers und Komponisten Paul McCartney, das im Jahr 1997 auf seinem zehnten Soloalbum Flaming Pie erschien.

## Geschichte
McCartney schrieb Calico Skies, als er sich im August 1991 in Long Island befand. Über den Nordosten der USA zog zu der Zeit der Hurrikan Bob, was McCartney dazu veranlasste, sich die Zeit zu nehmen, ein paar einfache Stücke für die Akustikgitarre – unter anderem Calico Skies – zu schreiben.

“Bob, the hurricane, knocked out all the power; it was all candlelight, cooking on a woodfire. Very primitive, but we like that enforced simplicity. I couldn’t play records, so I made up little acoustic pieces. This was one of them.”

„Bob, der Hurrikan, hatte die Stromversorgung lahmgelegt; also gab es Kerzenlicht, Kochen am Holzofen. Sehr primitiv, aber uns gefiel diese erzwungene Einfachheit. Ich konnte keine Platten abspielen, also dachte ich mir kleine akustische Stücke aus. Dieses war eines davon.“

Darauf bat er den ehemaligen Produzenten der Band The Beatles, George Martin, das Lied mitzuproduzieren. Die gesamte Aufnahme im Tonstudio Hog Hill Mill in Sussex und Produktion benötigte nur eine Session, weshalb es bereits im September 1992 fertiggestellt werden konnte. Somit war Calico Skies die erste Aufnahme für Flaming Pie.

## Stil
Calico Skies fällt besonders im Vergleich mit vielen anderen Liedern auf Flaming Pie durch seinen stark an Blackbird erinnernden, rein mit Akustikgitarre erzeugten Begleitungsklang auf. Die zweite unverkennbare Eigenschaft des Liedes ist die hohe Stimme, die die ebenfalls hoch spielende Gitarre unterstützen soll. Paul McCartney beschreibt die Gesamtstimmung des Liedes als „a gentle love song that becomes a Sixties protest song“ (deutsch: „ein sanftes Liebeslied, das zu einem Sechziger-Jahre-Protest-Song wird“).

## Musikvideo
Zu Calico Skies ist im Rahmen des Dokumentarfilms In The World Tonight ein Musikvideo entstanden. Dabei handelt es sich um einen Zusammenschnitt aus zwei Hauptkomponenten: Die erste ist eine Videoaufnahme von McCartney an einem Lagerfeuer im Wald, wohingegen die zweite ihn mit seiner damaligen Ehefrau Linda McCartney in einem Aufnahmeraum zeigt. Die jeweiligen Sequenzen verwenden ihre eigens eingespielte Version des Liedes, die beim Szenenwechsel in die andere übergeht. Die aus dem Album bekannte Aufnahme wird somit nicht verwendet. Zwischendurch werden kurze Ausschnitte außerhalb der zwei Leitvideos eingeblendet, die jeweils nur wenige Sekunden dauern.

## Besetzung
Folgende Personen wirkten bei der Originalaufnahme mit:
- Paul McCartney: Gesang, Akustische Gitarre, Perkussion und Produktion
- George Martin: Produktion
- Bob Kraushaar: Toningenieur

## Nachwirkung
Calico Skies zählt trotz relativer Unbekanntheit zu den besten Kompositionen McCartneys. Nach der Erstveröffentlichung auf Flaming Pie wurde es mehrmals live aufgeführt und ist auf zwei von McCartneys Livealben (Back in the World (2003) und Good Evening New York City (2009)) enthalten. Eine orchestrale Version erschien 1999 im Rahmen des Projektes Working Classical in einem knapp zwei Minuten langem Arrangement. Calico Skies wurde im Jahr 2011 für das Tributealbum “Let Us In” Nashville – A Tribute to Linda McCartney von der US-amerikanischen Sängerin Nancy Sirianni wiederaufgenommen.
Eine von McCartney selbst eingespielte Neuverarbeitung erschien 2003 im Rahmen des Albums Hope der Hilfe-Organisation War Child. Diese Version ist im Allgemeinen deutlich schneller und enthält zusätzliche Instrumente wie ein E-Bass und eine Ziehharmonika.